# Kostel Saint-Denys de la Chapelle
Kostel Saint-Denys de la Chapelle (tj. svatého Diviše z La Chapelle) je katolický farní kostel v 18. obvodu v Paříži, v ulici Rue de la Chapelle. Je zasvěcen svatému Divišovi a pojmenován po místní čtvrti.

## Historie
Současný kostel byl postaven na základech kaple, kterou založila svatá Geneviève roku 475. V této kapli se až do roku 636 nacházely ostatky svatého Diviše, než král Dagobert I. rozhodl o jejich přenesení do baziliky Saint-Denis několik kilometrů severním směrem.
Jana z Arku zde strávila noc v modlitbách před útokem na Paříž 8. září 1429, která byla v rukou Angličanů.
Kostel byl výchozím bodem křížové cesty vedoucí z k bazilice Saint-Denis. Až do roku 1616 chodili kněží z baziliky Saint-Denis do kostela v procesí každých sedm let s ostatky sv. Diviše. V roce 1657 pařížský arcibiskup Jean-François de Gondi udělil povolení u přenesení ostatku svatého Jeronýma z cisterciáckého opatství v Douai.

## Architektura
Dnešní stavba pochází z roku 1204, kdy byla postavena z kamene na místě kaple. Kostel je podpírán třemi řadami raně gotických pilířů. V 18. století za vlády Ludvíka XV. byla připojena fasáda v dórském stylu na místo vstupního portiku ze 13. století.
Kostel je spojen s bazilikou svaté Jany z Arku postavené ve 20. století.